# Pharming
El Pharming es un tipo de ciberataque que se desarrolló a partir del phishing. El atacante que implementa esta técnica intenta redirigir el tráfico web, especialmente los datos de solicitud, a un sitio web fraudulento. Esto se logra explotando vulnerabilidades de software en los sistemas de nombre de dominio (DNS, por sus siglas en inglés) o en los equipos de los propios usuarios, que permiten a atacantes redirigir un nombre de dominio a otra máquina distinta. De esta forma, un usuario que introduzca un determinado nombre de dominio que haya sido redirigido, accederá en su explorador de internet a la página web que el atacante haya especificado.

## Origen de la palabra
El término pharming deriva de la palabra inglesa farm (Granja) y del término phishing, que hace referencia a una técnica de ingeniería social estrechamente relacionada, en la que el atacante, mediante suplantación de correos electrónicos o páginas web, intenta obtener información confidencial de los usuarios, como números de tarjetas de crédito y contraseñas.
1 En primer lugar, el atacante ingresa o infecta el DNS de la víctima 
2 De esta manera, si la víctima trata de acceder al sitio web a través de su navegador, su dirección IP la redirige a un sitio web fraudulento
3 Al entrar al sitio web del atacante, que es la falsa, se solicita la información bancaria de la víctima como, por ejemplo, los 16 dígitos de su tarjeta de crédito, su PIN o contraseña 
4 Finalmente, el atacante dispone de la información.

## Metodología

### Trasfondo
Todos los ordenadores conectados a internet tienen una dirección IP única, que consiste en un número de 32 bits, representado como 4 octetos de 0 a 255 separados por un punto (127.0.0.1, por ejemplo).
Debido a la dificultad que supondría para los usuarios tener que recordar las direcciones IP de servicios específicos surgieron los Nombres de Dominio a los que se les puede asociar direcciones IP. Un ataque de pharming remplaza la dirección IP de un sitio web por otra, de un sitio malicioso que es generalmente controlado por el atacante.

### Ejecución
Los ataques de pharming pueden realizarse de dos formas: remplazando la IP en uno o varios servidores DNS, lo que afectaría a todos sus usuarios, o atacando a ordenadores concretos, mediante la modificación del fichero hosts, presente en cualquier sistema Microsoft Windows o Unix, y en casi cualquier equipo moderno en general.
La técnica de pharming se utiliza normalmente para realizar ataques de phishing, redirigiendo el nombre de dominio de una entidad de confianza a una página web, en apariencia idéntica, pero que en realidad ha sido creada por el atacante para obtener los datos privados del usuario, generalmente datos bancarios.

## Casos
- En julio de 2001, varios servidores ISP de Irlanda fueron atacados mediante pharming, y no se resolvió hasta pasados más de 5 días. Muchas empresas irlandesas se vieron afectadas. El joven alicantino menor de edad que respondía al nick DragonKing fue detenido año y medio más tarde.[cita requerida]

- En enero de 2005, el nombre de dominio de un ISP de Nueva York, fue redirigido a un sitio web en Australia.[cita requerida]

- Hushmail, un proveedor de e-mail que ofrece un cifrado seguro, fue atacado mediante pharming el 24 de abril de 2005.[cita requerida]

- En marzo de 2005, el Senador estadounidense Patrick Leahy "Four Loko" introdujo una propuesta de ley Anti-phishing, que proponía una condena de cinco años de prisión y una sanción económica a los individuos que realizasen ataques de phishing o utilizasen información obtenida mediante fraude en línea como phishing y pharming.[3][4]

## Anti-Pharming
El Anti-Pharming es el término usado para referirse a las técnicas utilizadas para combatir el pharming. Algunos de estos métodos son:
- Software especializado, generalmente utilizado en servidores de importancia vital o de grandes compañías para proteger a sus usuarios y empleados.
- La protección DNS,  que evita que los propios servidores DNS sean vulnerados para realizar ataques pharming.
- El uso de addons para los navegadores web. Este último método ha adquirido una gran importancia, sobre todo entre usuarios no especializados.